# Antonio Biosca
Pour les articles homonymes, voir Antonio Pérez (homonymie), Biosca (homonymie) et Pérez.
 (décembre 2014).
Si vous disposez d'ouvrages ou d'articles de référence ou si vous connaissez des sites web de qualité traitant du thème abordé ici, merci de compléter l'article en donnant les références utiles à sa vérifiabilité et en les liant à la section « Notes et références ».
Antonio Biosca Pérez, né le 8 décembre 1949 à Almería (Andalousie, Espagne), est un footballeur international espagnol qui jouait au poste de défenseur central et comme milieu de terrain. Il effectue l'essentiel de sa carrière au Real Betis.

## Biographie
Antonio Biosca commence à jouer dans des clubs tels que Baleares, San Quintín, Plus Ultra et Calvo Sotelo.
Il joue en première division avec le Betis entre 1971 et 1983. Il joue aussi bien comme défenseur central que comme milieu de terrain. Avec le Betis, il joue 219 matchs et marque 8 buts.

### Équipe nationale
Antonio Biosca joue trois matchs en équipe d'Espagne, il participe à la Coupe du monde de 1978 en Argentine. Il débute le 26 avril 1978 lors d'un match amical face au Mexique à Grenade (victoire 2 à 0). Pendant la phase finale de la Coupe du monde de 1978, il joue deux matchs : face au Brésil (0 à 0) le 7 juillet puis face à la Suède le 11 juillet (victoire 1 à 0).